# Matiašovce
Matiašovce (in ungherese Szepesmátyásfalva, in tedesco Matshaus) è un comune della Slovacchia facente parte del distretto di Kežmarok, nella regione di Prešov.